# Ефир (митология)
Вижте пояснителната страница за други значения на ефир.
Ефир в древногръцката митология е една от първичните световни сили, най-леката и прозрачна част от въздушното пространство, която достигала до върховете на Олимп. Според Хезиод, Ефир е син на Ереб и Никта. Деца на Ефир и Хемера са Земята, Небето, Море, Океан и Тартар.